# My Sassy Girl (film 2008)
My Sassy Girl è un film del 2008 di Yann Samuell, remake di Yeopgijeog-in geunyeo del 2001.
In Italia la pellicola è nota anche con il titolo Quella svitata della mia ragazza.

## Trama
New York. Charlie incontra una ragazza, Jordan, nel parco, ma non trova il coraggio di parlarle. Il fato vuole che poco dopo si ritrovi a salvarla da un treno in corsa, perché lei è ubriaca.
I due iniziano a frequentarsi, ma l'atteggiamento di lei appare alquanto strano: sembra quasi godere nel complicare la vita di lui, e appare e scompare a suo piacimento, fino a quando non gli chiede di incontrarsi nel parco. All'appuntamento entrambi dovranno portare una lettera, in cui spiegano cosa provano l'uno per l'altro; una volta lì, Jordan chiede di seppellire le lettere, senza leggerle, sotto un albero con l'intento di ritrovarsi da lì a un anno e vedere se il destino vuole che stiano ancora insieme.
Charlie impazzisce: un anno senza rivederla è troppo. Sotto consiglio dell'amico Leo inizia a frequentare altre ragazze, solo con l'intento di far passare l'anno più velocemente: nessuna riesce a conquistarlo. Il giorno fatidico però solo Charlie si presenta all'appuntamento. Dopo aver aspettato quattro ore, decide di aprire la capsula del tempo che contiene le lettere e leggere quella di Jordan.
La ragazza rivela il dolore per la perdita del suo fidanzato; il suo senso di colpa per la sua morte, di cui si sente responsabile; come si fosse avvicinata a Charlie per la sua somiglianza; come avesse voluto ripetere ogni istante della sua storia, illudendosi che Charlie fosse lui; come non fosse comunque riuscita a superare il dolore. Ogni suo comportamento, ogni sua frase acquistano un senso.
Il giorno dopo anche Jordan va nel luogo dell'appuntamento, sentendosi pronta a ricominciare, convinta che il destino la voglia insieme a Charlie, che intanto ha deciso di guardare avanti. Jordan raggiunge la madre del suo ex, che le ha organizzato un appuntamento con il nipote, che intanto sopraggiunge. Con grande sorpresa Jordan scopre che l'uomo è proprio Charlie.